# 廣地南部永元五年至七年官兵釜磑月言及四時簿
〈廣地南部永元五年至七年官兵釜磑月言及四時簿〉，簡稱〈永元兵器簿〉、〈永元器物簿〉，是一份於今內蒙古額濟納河流域一帶發現的居延漢簡，是迄今為止保存最完整的漢代簡冊，包括木簡、墨跡和編繩。這份簡冊由四組編繩連接七十七支簡而成。該文物是第一件指定的中華民國國寶，今保存於臺灣臺北市中央研究院歷史語言研究所。

## 沿革
西元前140-87年期間，漢武帝多次派遣軍隊出塞擊敗匈奴，奪取了河西地區，並建立了武威、張掖、酒泉和敦煌四郡。他不僅進行了邊境的移民和開拓，還在北方和西北地區建立了許多烽燧和郵驛，並派遣士兵駐守農田和保衛邊境。其中在紙張發明之前，簡牘曾作為重要的書寫材料使用。因此自戰國時期到秦汉期間大量典籍和各種文書，皆是透過抄寫於簡牘之上而得以保存。而〈廣地南部永元五年至七年官兵釜磑月言及四時簿〉則於永元_(东汉)五年至七年（西元93-95年）期間所撰寫，作為當時一名「候長」對高級長官報告自己防守的烽隧清點軍事裝備之裝檢報告。
自1901年起，瑞典探險家斯文·赫定和英國考古學家兼探險家马尔克·奥莱尔·斯坦因等人，開始在尼雅遺址和樓蘭等地進行調查和挖掘工作，並運走了大量的漢晉簡帛文書。
1930年，斯文·赫定與中國學者團隊徐炳昶、袁复礼、黄文弼合作組成「中瑞西北科学考查团」，在甘肅額濟納河一帶進行考察。並從1930年4月27日到1931年3月27日於沿額濟納河流域踏查南北250公里，東西60公里的範圍，鄰近額濟納旗黑城遗址處之漢代烽燧遺址挖掘出漢代簡牘，此後陸續在各種遺址410多處發現簡牘，共計10085枚。這批簡牘後被稱為「居延漢簡在，並在931年5月下旬運抵北平。
然而由於中国抗日战争爆發，為避免文物受到戰火波及，這批簡牘於1937年底運往香港，在香港大學經過3年的整理後，於1940年8月4日運往美國國會圖書館暫存。後來於1965年10月21日，這些簡牘運至臺灣交由中央研究院歷史語言研究所典藏，展示於該研究所的歷史文物陳列館。
2008年4月2日，〈廣地南部永元五年至七年官兵釜磑月言及四時簿〉依據《文化資產保存法》被指定為國寶，審查委員做出以下說明：

〈廣地南部永元五年至七年官兵釜磑月言及四時簿〉是迄今所有出土漢簡中，木簡、墨跡及編繩保存都最完整的一份漢代簡冊。簡冊中除兩支空白簡，其餘簡上是五份廣地南部按月及四時上報部內破胡燧、澗上燧釜、磑、弩、箭等裝備數量及情況的報告書。後人可由這份簡冊瞭解邊塞有那些裝備及如何檢查裝備。本件〈廣地南部永元五年至七年官兵釜磑月言及四時簿〉具有特殊歷史、文化價值，且品質精良，數量特別稀少，符合『古物分級登錄指定及廢止審查辦法』第四條第一、三、五、六款，指定為國寶。

2014年，〈廣地南部永元五年至七年官兵釜磑月言及四時簿〉等文物，經利用紅外線掃描器製作高解析度的數位影像，重新整理並出版專刊《居延漢簡》，同時建立了「歷史語言研究所藏漢代簡牘資料庫」，供各界使用。

## 文物
該簡冊長23.1公分、寬91.6公分，重243.63公克，重254.82公克（含編繩），整份清冊由四份較小的簡冊編聯而成。前面三份簡冊是按月份填寫裝備數量和狀況的月言簿。最後一份簡冊則包含了兩季的季報表四時簿。總共有五份簡冊組成的清冊。由於多數在漢代簡牘所編簡的麻繩已經完全腐爛。無法確定它們的前後次序。而本冊出土時所用的麻繩依然完好無損，甚至保存兩隻已連在一起的備用空白簡牘。
該簡牘則記載了東漢和帝永元五年到七年（公元93年至95年）期間，廣地侯官南部的破胡隧、澗上隧所清點的釜（音同府）、磑（音同謂）、弩、箭等裝備的數量和狀況。檢查的結果，如果「帳物相符」，則會在最後註記「毋出入」，而本冊則因筆誤寫成「毋入出」。

### 節錄
「月言簿」永元五年六月節錄：

廣地南部言永元五年六月官兵釜磑月言簿。承五月余官弩二張，箭八十八枚，釜一口，磑二合。令余官弩二張，箭八十八枚，釜一口，磑二合。具弩一張，力四石，木關。陷堅羊頭銅鍭箭卅八枚。故釜一口，鍉有錮口，呼長五寸。磑一合，上蓋缺二所，合大如疏。右破胡隧兵物。具弩一張，力四石，五木破，故系往往絕。盲矢銅鍭箭五十枚。磑一合，敝盡不任用。右澗上隧兵物。凡弩二張，箭八十八枚，釜一口，磑二合，毋入出。永元五年六月壬辰朔一日壬辰，廣地南部候長信叩頭死罪敢言之：謹移六月見官兵物月言簿一編，叩頭死罪敢言之。

「月言簿」永元五年七月節錄：

廣地南部言永元五年七月見官兵釜磑月言簿。承六月余官弩二張，箭八十八枚，釜一口，磑二合。今余官弩二張，箭八十八枚，釜一口，磑二合。具弩一張，力四石，木關。陷堅羊頭銅鍭箭卅八枚。故釜一口，鍉有錮口，呼長五寸。磑一合，上蓋缺二所，各大如疏。右破胡隧兵物。具弩一張，力四石，五木破，故系往往絕。盲矢銅鍭箭五十枚。磑一合，敝盡不任用。右澗上隧兵物。凡弩二張，箭八十八枚，釜一口，磑二合，毋出入。永元五年七月壬戌朔二日癸亥，廣地南部候長叩頭死罪敢言之：謹移七月見官兵釜磑月言薄一編，叩頭死罪敢言之。

「月言簿」永元六年七月節錄：

廣地南部言永元六年七月見官兵釜磑月言薄。承六月余官弩二張，箭八十八枚，釜一口，磑二合。具弩一張，力四石，木關。陷堅羊頭銅鍭箭卅八枚。故釜一口，鍉有錮口，呼長五寸。磑一合，上蓋缺二所，各大如疏。右破胡隧。具弩一張，力四石，五木破，故系往往絕。盲矢銅鍭箭五十枚。磑一合，敝盡不任用。右澗上隧。凡弩二張，箭八十八枚，釜一口，磑二合，毋出入。永元六年七月丙辰朔二日丁巳，廣地南部候長叩頭死罪敢言之：謹移七月見官兵釜磑月言薄一編，叩頭死罪敢言之。

「四時簿」永元七年正月節錄：

廣地南部言永元七年正月盡三月見官兵釜磑四時薄。承六年十二月余官弩二張，箭八十八枚，釜一口，磑二合。具弩一張，力四石，木關。陷堅羊頭銅鍭箭卅八枚。故釜一口，鍉有錮口，呼長五寸。磑一合，上蓋缺二所，各大如疏。右破胡隧。具弩一張，力四石，五木破，故系往往絕。盲矢銅鍭箭五十枚。磑一合，敝盡不任用。右澗上隧。永元七年三月壬午朔一日壬午，廣地南部候長叩頭死罪敢言之：謹移正月盡三月見官兵釜磑四時薄一編，叩頭死罪敢言之。

「四時簿」永元七年四月節錄：

廣地南部言永元七年四月盡六月見官兵釜磑四時薄。承三月余官弩二張，箭八十八枚，釜一口，磑二合。具弩一張，力四石，木關。陷堅羊頭銅銀鍭箭卅八枚。故釜一口，鍉有錮口，呼長五寸。磑一合，上蓋缺二所，各大如疏。右破胡隧。具弩一張，力四石，五木破，故系往往絕。盲矢銅鍭箭五十枚，磑一合，敝盡不任用。右澗上隧。永元七年六月辛亥朔二日壬子，廣地南部候長叩頭死罪敢言之：謹移四月盡六月見官兵釜磑四時薄一編，叩頭死罪敢言之。

## 外部連結
- 廣地南部永元五年至七年官兵釜磑月言及四時簿 - 文化部文化資產局 （页面存档备份，存于）
- 廣地南部永元五年至七年官兵釜磑月言及四時簿 - 中央研究院歷史語言研究所 （页面存档备份，存于）
- 廣地南部永元五年至七年官兵釜磑月言及四時簿（影像輸出） - 中央研究院歷史語言研究所 （页面存档备份，存于）